# Dikkopzandgraver
De dikkopzandgraver of dikkoploopkever (Broscus cephalotes) is een kever uit de familie van de loopkevers (Carabidae). De wetenschappelijke naam van de soort werd in 1758 als Carabus cephalotes gepubliceerd door Carl Linnaeus in de tiende editie van Systema naturae. 
De soort komt voor in Europa met uitzondering van het zuiden, en ook in het westen van Siberië.
De kever is dofzwart en heeft een grote kop. De soort wordt 17 tot 22 millimeter lang. Het volwassen dier is te zien van mei tot september. De kever is aan te treffen op zanderige terreinen, vooral langs de kust. De kever graaft een gangetje van 10 tot 15 centimeter diep, vanwaaruit op prooien (kleine diertjes) geloerd wordt. In hetzelfde gangetje worden de eitjes gelegd. De soort overwintert als larve.